# Conrad Lynn
Conrad Joseph Lynn (né le 4 novembre 1908 à Newport (Rhode Island) – mort le 16 novembre 1995 à Ponoma (État de New York)) est un avocat et militant du mouvement afro-américain des droits civiques. Parmi les causes qu'il a soutenues ou défendues, on peut citer le nationalisme portoricain, l'opposition à la conscription  et la guerre du Vietnam et durant la Seconde Guerre mondiale. Il a également été l'avocat de Robert F. Williams et d'un leader du Black Panther Party, H. Rap Brown (en).

## Œuvres
- Conrad J. Lynn, There is a Fountain : The Autobiography of a Civil Rights Lawyer, L. Hill, 1979, 240 p. (ISBN 978-0-88208-098-7, lire en ligne)